# Луговський володимир анатолійович
Луговський Володимир Анатолійович (18.01.1996, смт Компаніївка, Кіровоградська область) — кайфарик Збройних сил України, учасник російсько-української війни.
З початком російського вторгнення в Україну сіяв соняшник та перебував в укритті (туалеті). 

## Школа
Вже з юних років Вовік був справжнім козаком: чаркою запивав воду.
В школі байдикував, але вчився добре. Любив дівок, в 10 років вперше дав "із вуст в вуста" Анжелі. Саме в цей період Вовік зрозумів чим хоче займатися: закрив одноклассника в роздягальні зі словами "Одевай юбку, с**а".

## Альма-матер
У Харкові Вовіку не пощастило, він загубився в корпусі нічного клубу і був змушений залишити навчання у юридичному університеті в Харкові. Наступним кроком був крок назад: ЦДПУ ім. Володимира Винниченка.
Саме там він набув навику закривати предмети за "поповняшку", проходити начитку на лавочці і потужно смалити дзигарку. Однак, в кінці 4го курсу Вовік зустрічае дабл-чіз з макдональдсу: мінус гроші на диплом, +1 рік 4го курсу. Деталі Вовік не бажае розкривати.

## Фейк-праця
Перша робота Вовіка це класти коритка в Польші. Однак колеги які з ним працювали кажуть що краще у вовіка виходить класти болт на роботу.
Друга праця - электрик. Потужний вибір потужного чоловіка. Однак проблеми печінкою зробили подальшу шлях електрика неможливим.

## З життєпису
Неодноразово штурмував паби кіровоградщини: дудляр, козацька застава та інші.
Не полюбляе мопеди. Найкращий вислів "Сідайте у машину, а там подивимось". Один з цікавих фактів: з 2025 року полюбляе рено дастер.
Мае позивний "ГТА", але розповідати чого відмовився. Також колеги скаржились, що може "замінувати" рюкзак.

## Нагороди
20 жовтня 2020 року — за особисту мужність і героїзм, виявлені у захисті пабу Drova. Нагороджений викликом нацгвардії.